# Conchaspis acaciae
Conchaspis acaciae är en insektsart som beskrevs av Hodgson 1967. Conchaspis acaciae ingår i släktet Conchaspis och familjen Conchaspididae. Inga underarter finns listade i Catalogue of Life.